# Marcos Zar
Marcos Antonio Zar (Venado Tuerto, 31 de mayo de 1891 - Buenos Aires, 19 de septiembre de 1955) fue un militar y aviador argentino perteneciente a la Armada Argentina y fundador de la Aviación Naval argentina.
Recibió condecoraciones de varios países. El 29 de noviembre de 1956, por Decreto-Ley de facto n.º 21.578, se lo reconoció como uno de los Fundadores de la Aviación Naval, y años después, el 21 de enero de 1970, otra ley de facto, la n.º 18 559, le otorgó el título de Benemérito de la Aeronáutica Argentina por haber acreditado méritos extraordinarios como forjador de la Aviación Naval.
El Aeropuerto Almirante Marcos A. Zar, en Trelew (provincia del Chubut) lleva su nombre como homenaje.

## Carrera
Ya finalizados sus estudios primarios y secundarios, el 15 de mayo de 1907 Marcos Zar ingresó a la Escuela Naval Militar, de la cual egresó como guardiamarina ―sexto en su promoción de veintitrés egresados― el 17 de marzo de 1911.
En sus primeros años prestó sus servicios como artillero en el crucero ARA Buenos Aires, en los acorazados ARA San Martín, ARA Garibaldi y ARA Pueyrredón y en el acorazado ARA Rivadavia, así como también en el transporte Guardia Nacional.
Transcurriendo el año 1916 la Armada de los Estados Unidos ofreció a la de la Argentina diez vacantes para capacitación de oficiales en las especialidades de artillería, submarinos, comunicaciones y aviación; el entonces Alférez de Navío Marcos Antonio Zar fue incluido en esos diez cupos, pero no precisamente para capacitarse como artillero sino para aviador naval. Inesperadamente encontraría una vocación que lo apasionaría.
Los oficiales llegaron a Boston en 1917, cuando se estaba desarrollando la Primera Guerra Mundial. En Pensacola, en la Escuela de Aviación Naval, arribaron el 30 de marzo los tres oficiales argentinos enviados a capacitarse como aviadores navales, ellos eran el teniente de fragata Ricardo Fitz Simon, los alféreces de navío Ceferino M. Pouchan y Marcos Antonio Zar. Comenzaron su capacitación en abril de 1917.
Marcos Antonio Zar hizo su primer vuelo sin instructores en julio de 1917, y ya en septiembre de ese año comenzó a hacer patrullajes en el Golfo de México. Zar y sus compañeros egresaron el 19 de septiembre.
Luego los tres flamantes aviadores navales argentinos prestaron servicios en la Armada Estadounidense durante la Primera Guerra Mundial. El ya veterano piloto de guerra se presentó a su nuevo, destino el 5 de octubre de 1918, la Escuela de Caza Norteamericana adscripta a la Escuela de Aviación Naval de Lago Bolsena, situada a unos 80 kilómetros al noroeste de Roma. Realizado su curso, Zar se graduó de Piloto de Caza y Persecución.
Finalizado el primer conflicto bélico mundial, el Reino de Italia, donde la aviación naval se había desarrollado muy notablemente, envió, en un acto de fraternidad hacia Argentina, una misión aeronaval muy importante comandada por el barón Antonio de Marchi.
El 19 de septiembre de 1934 es ascendido a Capitán de Navío y es designado Jefe del Servicio de Aviación del Estado Mayor General de la Armada, que posteriormente se convertiría en la Dirección General de Aviación Naval y que continuaría bajo el mando de Zar. Durante este período de conducción, la aviación naval argentina se encaminaba en franco progreso ya que contaba cada vez con mayor protagonismo dentro de la Armada Argentina.
En 1939 fue ascendido a contralmirante. El arma participa activamente en las ejercitaciones de la Armada Argentina, realiza relevamientos aerofotográficos en todo el litoral del país, en el río Bermejo, y en el lejano Sur; tareas de salvamento en el mar, y comunica los puertos patagónicos. También vuela al lago Nahuel Huapi.
En el año 1939, gracias al Decreto N.º 13.684, se creó la Base Aeronaval Comandante Espora. El 11 de febrero de 1942, un hidroavión Stearman biplaza, instalado en el transporte Primero de Mayo, al mando del teniente de navío Eduardo Lanusse, llevó a cabo los primeros vuelos hacia la Antártida Argentina. Por esta proeza, Marcos Antonio Zar fue ascendido a vicealmirante el 31 de diciembre de 1943. Finalmente, la extraordinaria y activa carrera naval del mentor de la aviación naval argentina finalizó al pasar este a retiro el 31 de diciembre de 1944.